# Borniochrysa
Borniochrysa is een geslacht van insecten uit de familie van de gaasvliegen (Chrysopidae), die tot de orde netvleugeligen (Neuroptera) behoort.

## Soorten
- B. appendiculata (Esben-Petersen, 1926)
- B. luzonica (Banks, 1939)
- B. solomonis (Banks, 1941)
- B. squamosa (Tjeder, 1966)
- B. winkleri (Navás, 1928)